# Törley Sektkellerei
Törley ist eine traditionsreiche und die führende ungarische Sektkellerei mit Sitz im Budapester Stadtteil Budafok. Sie betreibt zudem ein Museum.

## Geschichte

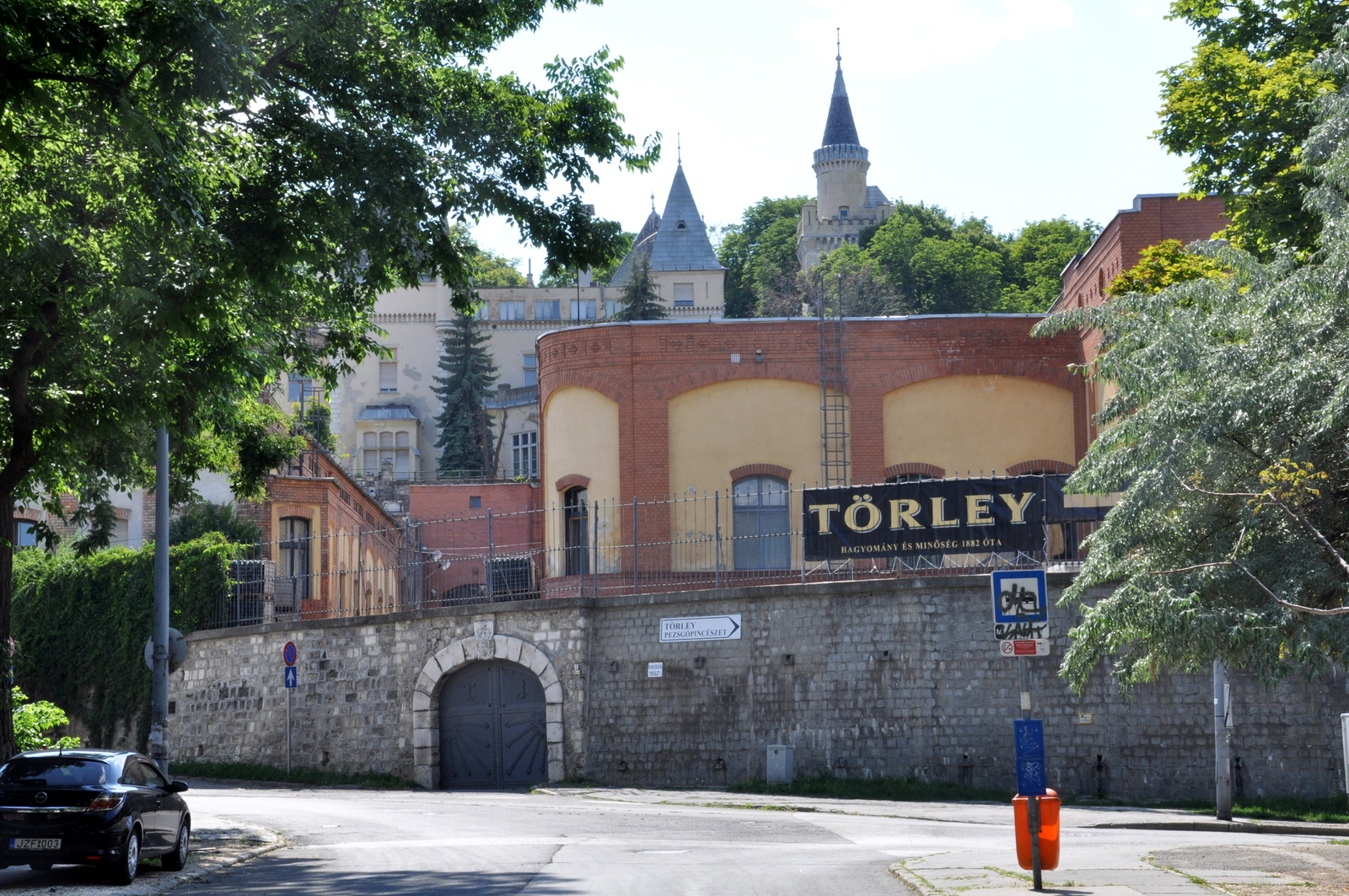
Törley Sektkellerei mit Schloss

Der Gründer József Törley

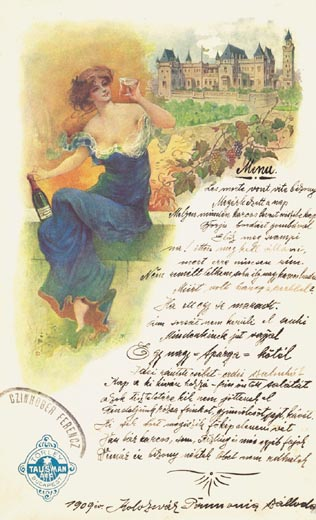
Menukarte von József Törley & Co. mit einer Darstellung vom Törley-Schloss in Budapest im Hintergrund

Der Firmengründer József Törley (1858–1907) erwarb in der Gegend um Reims Kenntnisse über die Methoden zur Champagnerherstellung und eröffnete 1882 eine eigene Sektkellerei. Dafür eignete sich die damalige Großgemeinde Budafok, da hier die Keller in den Kalkstein gebaut werden konnten, die eine konstante Temperatur für die Herstellung von Schaumwein gewährleisteten. Törley betrieb das Unternehmen mit Louis François, der als Kellermeister arbeitete. 1890 zog das stetig wachsende Unternehmen von der Peter-und-Paul-Straße 578 in die Anna-Straße um, wo 20.000 Quadratmeter an Keller zur Verfügung standen.
József Törley erwies sich nicht nur als hervorragender Geschäftsmann, sondern auch als Winzer. Er entwickelte seine Kellerei und die Produktionstechnik ständig weiter. Er führte das refrigerative Degorgieren in Ungarn ein.
Um die Wende zum 20. Jahrhundert war seine Anlage die modernste Sektkellerei in Ungarn. „Törley“ wurde zum Inbegriff für ungarischen Sekt, der mit der Pester Marke „Operette“ wetteiferte. Törley wurde in gehobenen Hotels, Cafés, Restaurants, Tanzlokalen und Bars konsumiert. Der prickelnde Törley-Sekt wurde vom aufstrebenden Bürgertum und dem Adel zu hohen Festlichkeiten genossen und galt als Statussymbol. Zu der Zeit entstanden künstlerisch reich verzierte Produktkataloge und Fakturen wie auch Postkarten.
Bei der Ausstellung 1885 in Budapest konnte das Unternehmen seine Produkte erfolgreich vorstellen. Unter dem Ausstellungsmotto „Wein und andere alkoholische Getränke“ präsentierte sich Törley in eigenem Pavillon als Unternehmen, das seine Produkte nach der altbewährten, französischen Methode herstellte.
Berühmte Marken war der „Talisman“, der auch im Jahr 1885 beworben wurde, und der Schaumwein „Casino“. Damals produzierte Törley jährlich um die 150.000 Flaschen, die nicht nur in Europa, sondern auch nach Asien und Amerika exportiert wurden. Anfangs fünf, später zwanzig Mitarbeiter waren in der Kellerei tätig. Bei der Weltausstellung 1885 wurde Törley mit der Goldmedaille prämiiert, ebenfalls 1893 bei der Nationalen Ausstellung.
1896 arbeiteten bereits hier 60 Arbeiter, und eine 20-PS-Dampfmaschine wurde zur Herstellung eingesetzt. Für seine Verdienste wurde Törley am 1. April 1896 vom König Franz Joseph I. geadelt.
1907 feierte die Kellerei ihr 25-jähriges Bestehen. Törley war bis nach Amerika und Australien bekannt. Niederlassungen befanden sich in Hamburg, Berlin und Kopenhagen. Sogar in Paris wurde Törley-Sekt zu einem beliebten Getränk. Um 1910 produzierte die Weinkellerei 2 Millionen Flaschen. Den Ersten Weltkrieg und den Zusammenbruch der Doppelmonarchie konnte das Unternehmen trotz aller Wirren überstehen.
Die Sektkellerei erlitt jedoch während des Zweiten Weltkrieges schwere Schäden und Zerstörungen. Das Hauptgebäude, verziert mit den künstlerisch einzigartigen Fliesen der Zsolnay Porzellanmanufaktur, wurde schwer beschädigt, auch während der sowjetischen Besatzung. Direkt nach dem Krieg blieben nur vier Angestellte übrig, die Sektkellerei war in einem desolaten Zustand.
Nach dem Krieg wurde Törley 1948/1950 von den Kommunisten verstaatlicht. Mit der Zeit konnte es wieder seine Position konsolidieren und ausbauen. 1989–90 wurde die Sektkellerei wieder privatisiert. Auf Grund komplizierter Restitutionsgesetze fiel das Unternehmen und der Name der deutschen Henkell-&-Söhnlein-Gruppe zu. Die Törley Sektkellerei Kft. ist ungarischer Marktführer für Sekt und Wein. Pro Jahr werden 12–14 Millionen Flaschen produziert.
Im Jahr 2016 erhielt die Sektkellerei Törley die staatliche Auszeichnung Hungarikum.
Das Museum in Budafok zeigt Objekte und Artefakte aus vergangener Zeit über mehrere Epochen.

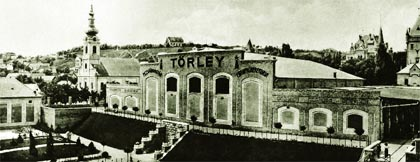
Wein- und Sektkellerei József Törley & Co.
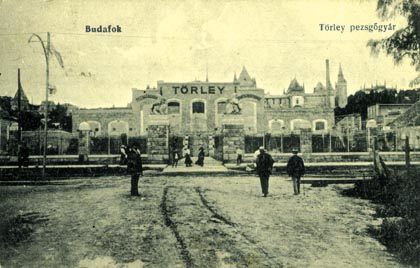
Wein- und Sektkellerei József Törley & Co.

## Produkte
- Chardonnay Brut
- Tokai
- Dry Sec
- Demi Sec
- Charmant Doux
- Gála Sec
- Charmant Rouge
- Muscateller Doux
- Fortuna Doux
- Talisman Demi Sec
- Magic Cuveé Doux NEW!